# Homoeosoma asylonnastes
Homoeosoma asylonnastes is een vlinder uit de familie van de snuitmotten (Pyralidae). De wetenschappelijke naam van de soort is voor het eerst geldig gepubliceerd in 1993 door Goodson & Neunzig.